# Anatragoides
Anatragoides är ett släkte av skalbaggar. Anatragoides ingår i familjen långhorningar.
Kladogram enligt Catalogue of Life:
| Anatragoides | \| \| Anatragoides cylindricus \| \| \| \| \| \| Anatragoides exigua \| \| \| \| |
|              | \| \| Anatragoides cylindricus \| \| \| \| \| \| Anatragoides exigua \| \| \| \| |
|              | Anatragoides cylindricus                                                         |
|              |                                                                                  |
|              | Anatragoides exigua                                                              |
|              |                                                                                  |